# Aleksandr Maksimenko (cầu thủ bóng đá, sinh 1996)
Bản mẫu:Eastern Slavic name
Aleksandr Dmitriyevich Maksimenko (tiếng Nga: Александр Дмитриевич Максименко; sinh ngày 22 tháng 3 năm 1996) là một cầu thủ bóng đá người Nga. Anh thi đấu cho FC SKA-Khabarovsk.

## Sự nghiệp câu lạc bộ
Anh có màn ra mắt tại Giải bóng đá chuyên nghiệp quốc gia Nga cho FC Avangard Kursk ngày 10 tháng 4 năm 2016 trong trận đấu với F.K. Tambov.
Anh có màn ra mắt tại Giải bóng đá ngoại hạng Nga cho FC SKA-Khabarovsk vào ngày 9 tháng 12 năm 2017 trong trận đấu với F.K. Rubin Kazan và ghi một bàn thắng on his debut that established the final score (1–3 loss for his club).

## Thống kê sự nghiệp
Tính đến 4 tháng 3 năm 2018
| Câu lạc bộ          | Mùa giải            | Giải vô địch                | Giải vô địch | Giải vô địch | Cúp     | Cúp       | Châu lục | Châu lục  | Tổng cộng | Tổng cộng |
| Câu lạc bộ          | Mùa giải            | Hạng đấu                    | Số trận      | Bàn thắng    | Số trận | Bàn thắng | Số trận  | Bàn thắng | Số trận   | Bàn thắng |
| ------------------- | ------------------- | --------------------------- | ------------ | ------------ | ------- | --------- | -------- | --------- | --------- | --------- |
| Dynamo Moskva       | 2013–14             | Giải bóng đá ngoại hạng Nga | 0            | 0            | 0       | 0         | –        | –         | 0         | 0         |
| Dynamo Moskva       | 2014–15             | Giải bóng đá ngoại hạng Nga | 0            | 0            | 0       | 0         | 0        | 0         | 0         | 0         |
| Dynamo Moskva       | 2015–16             | Giải bóng đá ngoại hạng Nga | 0            | 0            | 0       | 0         | –        | –         | 0         | 0         |
| Dynamo Moskva       | Tổng cộng           | Tổng cộng                   | 0            | 0            | 0       | 0         | 0        | 0         | 0         | 0         |
| Avangard Kursk      | 2015–16             | PFL                         | 2            | 0            | –       | –         | –        | –         | 2         | 0         |
| Dynamo-2 Moskva     | 2016–17             | PFL                         | 13           | 0            | –       | –         | –        | –         | 13        | 0         |
| SKA-Khabarovsk      | 2017–18             | Giải bóng đá ngoại hạng Nga | 1            | 1            | 0       | 0         | –        | –         | 1         | 1         |
| Tổng cộng sự nghiệp | Tổng cộng sự nghiệp | Tổng cộng sự nghiệp         | 16           | 1            | 0       | 0         | 0        | 0         | 16        | 1         |